# Cervera de Pisuerga (kommunhuvudort)
Cervera de Pisuerga är en kommunhuvudort i Spanien.   Den ligger i provinsen Provincia de Palencia och regionen Kastilien och Leon, i den norra delen av landet, 280 km norr om huvudstaden Madrid. Cervera de Pisuerga ligger 1 003 meter över havet och antalet invånare är 2 699.
Terrängen runt Cervera de Pisuerga är huvudsakligen kuperad, men söderut är den platt. Cervera de Pisuerga ligger nere i en dal. Runt Cervera de Pisuerga är det mycket glesbefolkat, med 7 invånare per kvadratkilometer. Cervera de Pisuerga är det största samhället i trakten. Omgivningarna runt Cervera de Pisuerga är en mosaik av jordbruksmark och naturlig växtlighet.